# The Post and Courier
Post and Courier est le plus grand et le plus ancien quotidien de Charleston (Caroline du Sud). La trace de ses ancêtres remonte  jusqu'au Charleston Courier, fondé en 1803, au Charleston Daily News, fondé en 1865, et à l'Evening Post, fondé en 1894, qui ont tous les trois fusionné, mais maintenu des rédactions séparées jusqu'aux années 1980. C'est aussi le plus ancien quotidien des États-Unis.

## Histoire
Le fondateur du Post and Courier, Aaron Smith Willington (1781-1862), venait du Massachusetts, où il avait déjà derrière lui une expérience dans la presse, tout comme son associé Loring Andrews, qui avait édité le Herald of Freedom à Boston, le Western Star à Stockbridge et le Centinel, à Albany, dans l'État de New York. Un troisième associé était Peter Timothy Marchant, petit-fils de Lewis Timothy, qui avait fondé le premier journal permanent en Caroline du Sud en 1734. 
Aaron Smith Willington a pris le contrôle du journal en 1813. Influencé par Samuel Topliff, qu'il avait connu à Boston, il était spécialisé dans l'interception des nouvelles en provenance de Londres, Liverpool, Le Havre, et New York pour publier des informations avant les autres journaux de Charleston. Il faisait travailler aussi un traducteur hispanophone pour publier des nouvelles de la presse La Havane, également amenées par un bateau, de six mètres de long. Son fondateur avait participé en 1839 à un voyage sur le Nil puis a publié le livre A summer's tour in Europe in 1851.
En 1833, Richard Yeadon, un unioniste militant, qui sera le second président de la "South Carolina Press Association", créée en 1852,  a rejoint Willington à la direction du journal en tant que copropriétaire, aux côtés de William S. King, qui lui a succédé comme éditeur. 
Le journal a commencé à utiliser la télégraphie en 1847, pendant la guerre américano-mexicaine, après avoir amené les nouvelles fraiches du conflit, de la Nouvelle-Orléans jusqu'en Caroline du Sud, via les cavaliers d'un pony express déployé en association avec The New York Sun. Il a été rebaptisé en 1852 Charleston Daily Courier. Dans les années précédant la guerre de Sécession, le titre tente de conserver une ligne modérée, sans trop prendre parti. Mais le 21 février 1865, les armées du Nord saisissent le journal et George Whittemore et George W. Johnson, deux reporters du Nord. Après la guerre de Sécession, il eut pour éditeur Rudolph Septimus Siegling, un fils d'immigrant allemand qui est devenu aussi élu à la chambre des représentants de l'État de Caroline du Sud.
L'Evening Post, fondé en 1894 en 1926 avec le Post and Courier, qui est toujours la propriété du Evening Post Industries, basé à Charleston, en Caroline du Sud, et qui détient aussi des stations dans plusieurs États : Californie, Colorado, Kentucky, Louisiane, Montana, et Texas ainsi que la gestion de White Oak Forestry, en Caroline du Sud.